# 扎沃茨凱 (特諾皮爾州)
48°59′47″N 25°51′32″E / 48.99639°N 25.85889°E
扎沃茨凯（羅馬化：Zavodske）是烏克蘭西部捷爾諾波爾州喬爾特基夫區扎沃茨凯市镇内的鎮及其行政中心。始建於1981年，面積5平方公里，海拔高度300米，2011年人口3,386，人口密度每平方公里677.2人。